# Kirken er som Himmerige
Kirken er som Himmerige (Deens voor De kerk is als de hemel) is een compositie van Niels Gade. Hij zette deze tekst op muziek in 1839; het is dus een vroege compositie van deze Deense componist. Paul Rung-Keller gebruikte dezelfde tekst in 1947 voor zijn versie. 